# Platycnemis phasmovolans
Platycnemis phasmovolans är en trollsländeart som beskrevs av Hämäläinen 2003. Platycnemis phasmovolans ingår i släktet Platycnemis och familjen flodflicksländor. IUCN kategoriserar arten globalt som otillräckligt studerad. Inga underarter finns listade i Catalogue of Life.